# Benjamin Pinkus
Benjamin Pinkus (* 1933 in Warschau; † 2014) war ein israelischer Historiker und Sozialwissenschaftler.
Benjamin Pinkus emigrierte 1950 nach Israel. Er promovierte 1970 an der Sorbonne in Paris. Er lehrte an der Ben-Gurion-Universität im Negev in Beʾer Scheva. Pinkus gilt als einer der besten westlichen Kenner der jüdischen Minderheit in der UdSSR.
Im Jahr 1994 erhielt er den Bialik-Preis, Abteilung für Wissenschaft des Judentums.

## Schriften (Auswahl)
- The Soviet Government and the Jews 1948-1967. A Documented Study; Cambridge, 1984